# Rejilla supresora

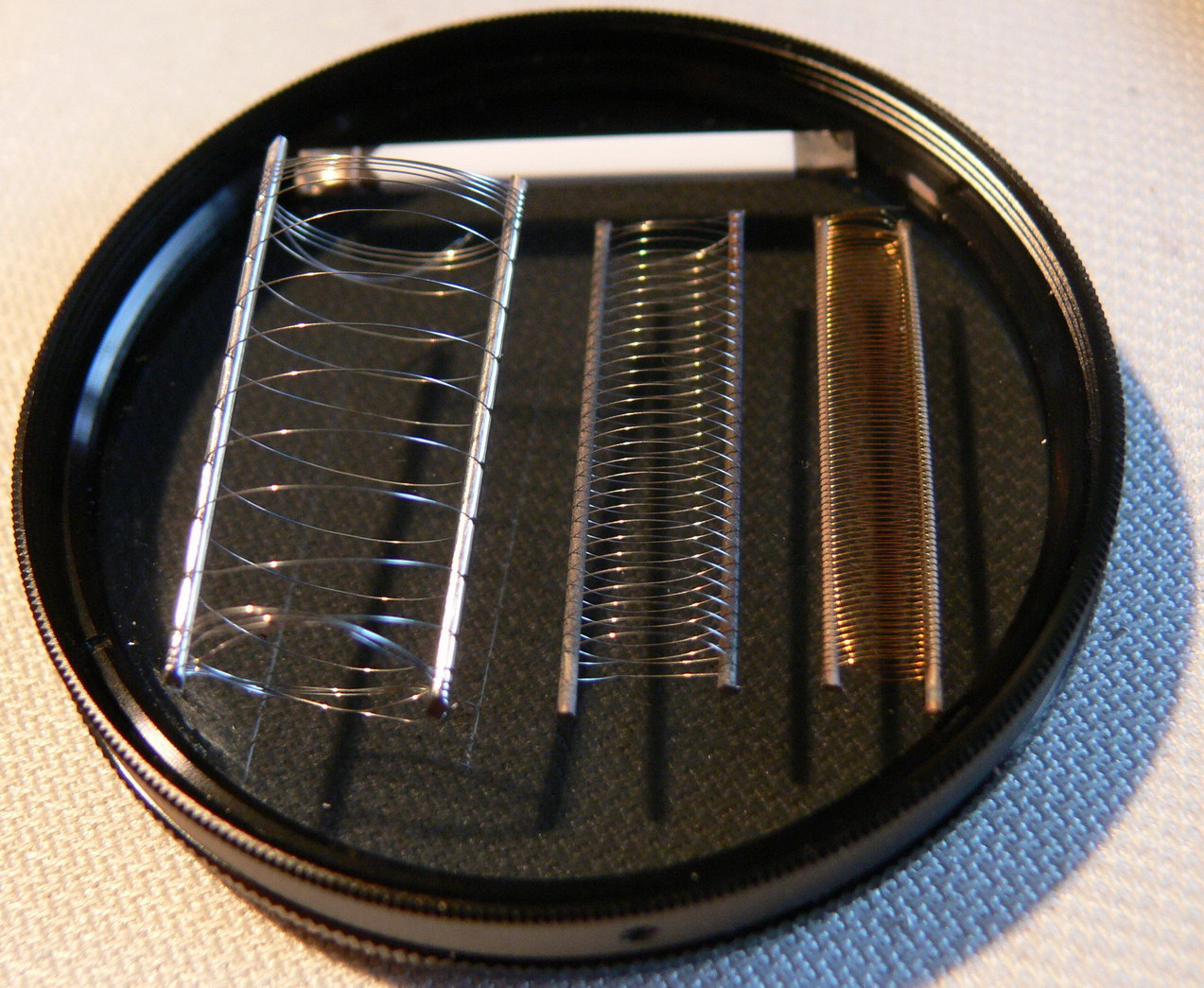
Rejilla supresora de una EL84 a la izquierda de la foto

La  reja supresora  es un elemento de un Válvula termoiónica. La rejilla supresora es la tercera reja en un tubo de rejillas múltiples, y está situada entre el cátodo y el ánodo.
Se utiliza en los tubos de electrones con el fin de limitar el emisión secundaria del ánodo.
Se suele hacer simplemente de alambre de forma helicoidal, para cumplir el fin de "supresora" de la emisión secundaria, está interpuesta entre la reja pantalla y la ánodo y transforma un tetrodo en pentodo. Si en lugar de alambre enrollado utilizan placas, el tetrodo se convierte en un tetrodo de haz dirigido.
La rejilla supresora suele estar conectada al cátodo del tubo (por ejemplo en el 6L6).
Dado que la rejilla supresora tiene carga negativa respecto del ánodo y la rejilla de pantalla, vuelve los electrones emitidos por el ánodo (emisión secundaria) en la segunda, impidiendo su regreso a la rejilla de pantalla, evitando así cualquier efecto resistencia negativa.

## Nota
- Datos: Q765534